# Блитва
Блитва (лат. Beta vulgaris var. cicla) двогодишња је биљка из фамилије лобода (Amaranthaceae) која се користи као поврће. У исхрани људи користе се листови блитве; Cicla група је лисната репа од спанаћа. Лисна плоча може бити зелене или црвенкасте боје; дршке листа су обично беле, или шарене жуте или црвене боје.
Блитва, као и друго зелено лиснато поврће, има веома хранљиве листове, што је чини популарном компонентом здраве исхране. Блитва се користила у кувању вековима, али пошто је иста врста као и цвекла, и слична поврћу као што је артичока, уобичајени називи које кувари и културе користе за блитву могу бити збуњујући; има много уобичајених назива, као што је сребрна репа, вечни спанаћ, репни спанаћ, морска репа или лисната репа.

## Класификација
Блитву је први описао 1753. Карл Лине као Beta vulgaris var. cicla. Њен таксономски ранг се много пута мењао, те је третирана као подврста, конваријетет или варијетет Beta vulgaris. (Неки од бројних синонима су Beta vulgaris subsp. cicla (L.) W.D.J. Koch  (Cicla група), B. vulgaris subsp. cicla (L.) W.D.J. Koch var. cicla L., B. vulgaris var. cycla (L.) Ulrich, B. vulgaris subsp. vulgaris (група лиснате репе), B. vulgaris subsp. vulgaris (група шпанаћне репе), B. vulgaris subsp. cicla (L.) W.D.J. Koch (Flavescens група), B. vulgaris subsp. cicla (L.) W.D.J. Koch var. flavescens (Lam.) DC., B. vulgaris L. subsp. vulgaris (група лисне репе), B. vulgaris subsp. vulgaris (група блитве). Прихваћен назив за све сорте репе, као што су блитва, шећерна репа и цвекла, је Beta vulgaris subsp. vulgaris. Они су култивисани потомци морске репе, Beta vulgaris subsp. maritima. Блитва припада хеноподима, који су данас углавном укључени у породицу Amaranthaceae (sensu lato).
Две групе сорти без ранга за блитву су Cicla група за лиснату спанаћне репе и Flavescens група за стабљичасту блитву.

## Узгој
Блитва потиче са Медитерана, где се и данас користи у исхрани. Најбоље успева на плодним и влажним земљиштима, која су богата органским материјама. Блитва нема велике захтеве за топлотом и светлошћу. Може се гајити директно из семена или расадом. Сеје се сукцесивно од фебруара до јула, на дубини 2—4 cm са 10—20 g семена на 10 m. Гаји се на растојању између редова 20—35 cm и у реду 5—30 cm. Често се мора проређивати када је у фази 1—2 листа. У току вегетације залива се 2—4 пута и тада су листови сочнији и, по потреби плитко окопава. У првој години блитва развија дубок и разгранат корен, који је у горњем делу задебљан, скраћену стабљику и розету лишћа. У другој години развија разгранату цветну стабљику која нарасте до 2 метра висине.
Блитва је двогодишња биљка. Гроздови семена блитве обично се сеју, на северној хемисфери, између јуна и октобра, у зависности од жељеног периода бербе. Блитва се може брати док су листови млади и нежни или након зрелости када су крупнији и имају нешто чвршће стабљике. Берба је континуиран процес, јер већина врста блитве даје три или више усева. Сирова блитва је изузетно кварљива.

## Сорте
Два су основна типа култивара: култивари са дугим и широким, меснатим белим лисним петељкама, таласастим или мехурастим листовима и култивари краћих и тањих зелених петељки, глатких или мало таласастим листовима. Боја листа може бити жутозелена, средњозелена или тамнозелена. Већина култивара селекционирана је на усправан раст, отпорност на ниске (за зимски узгој), или високе температуре (за летњи узгој), отпорност на брзо прерастање и отпорност на болести.
Блитва има сјајне, зелене, ребрасте листове, са петељкама које варирају од беле до жуте до црвене, у зависности од сорте.
Блитва се може сакупљати у башти целог лета сечењем појединачних листова по потреби. Не завија се. На северној хемисфери, блитва је обично спремна за бербу већ у априлу и траје до јаког мраза. То је једно од тврђих лиснатог поврћа, а сезона бербе обично траје дуже од кеља, спанаћа и другог зеленила.

## Берба
Блитва се може почети брати око 60 дана након сетве или око 30 дана након пресађивања. Млада блитва се чупа са кореном заједно. Код развијенијих биљака оберу се спољњи потпуно развијени листови, који су неоштећени и здрави, што омогућује даљи раст розете и укупно 3—5 берби истог усева.

## Употреба
У народној медицини листови блитве користе се за облагање рана и чирева, обарена блитва користи се као антибиотик. Карактеристични састојци блитве су и лутеин и зеаксантин. Они спадају у групу каротеноида и повољно делују на мрежњачу ока, спречавајући макуларну дегенерацију, у свету најчешћи узрок слепила.

## Кулинарска употреба
Свјежа блитва се може користити сирова у салатама, прженим јелима, супама или омлетима. Сирови листови се могу користити као омот за тортиље. Листови и стабљике блитве се обично кувају или пирјају; горчина се умањује кувањем.

## Нутрициони садржај
У порцији од 100 g (3,5 oz) , сирова блитва обезбеђује84 kJ (20 kcal) енергије у храни и има богат садржај (> 19% дневне вредности, ДВ) витамина А, К и Ц, са 122%, 1038% и 50%, од ДВ. Такође значајан садржај у сировој блитви имају витамин Е и дијетарни минерали у исхрани магнезијум, манган, гвожђе и калијум. Сирова блитва има низак садржај угљених хидрата, протеина, масти и дијететских влакана.
Када се блитва кува, садржај витамина и минерала је смањен у поређењу са сировом блитвом, али и даље даје значајне пропорције ДВ (табела).

## Лековита својства
Витамин А који се налази у блитви, јача имуни систем, чинећи људе отпорнијим на разне инфекције и упале респираторног система, као што су ангина, грип, прехлада, бронхитис.
Блитва због присуства витамина А, позитивно утиче и на здравље коже и косе. Витамин А чини кожу нежном, а косу јачу. Спречава исушивање и инфекције коже, убрзава зарастање рана.